# Curemonte
Curemonte est une commune française située dans le département de la Corrèze en région Nouvelle-Aquitaine.
Ses habitants sont appelés les Curemontois.

## Géographie
La commune de Curemonte, traversée par le 45e parallèle nord, est de ce fait située à égale distance du pôle Nord et de l'équateur terrestre (environ 5 000 km).

### Localisation
La commune de Curemonte est située à l’extrémité sud du département de la Corrèze.

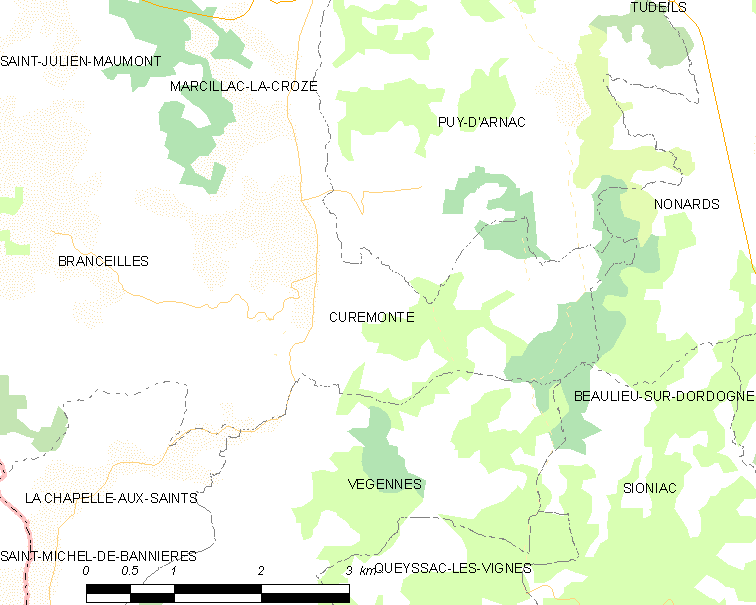
Carte de la commune.

### Géographie physique
Le village de Curemonte est construit sur une ligne de crête qui surplombe les vallées de la Sourdoire et du Maumont de plus de soixante mètres .

### Communes limitrophes
| Marcillac-la-Croze     | Puy-d'Arnac |                       |
| Branceilles            | Curmonte    | Nonards               |
| La Chapelle-aux-Saints | Vegennes    | Beaulieu-sur-Dordogne |

### Climat
Pour des articles plus généraux, voir Climat de la Nouvelle-Aquitaine et Climat de la Corrèze.
Historiquement, la commune est exposée à un climat montagnard.  
En 2020, Météo-France publie une typologie des climats de la France métropolitaine dans laquelle la commune est dans une zone de transition entre le climat océanique altéré et le climat de montagne et est dans la région climatique  Ouest et nord-ouest du Massif Central, caractérisée par une pluviométrie annuelle de 900 à 1 500 mm, maximale en automne et en hiver.
Pour la période 1971-2000, la température annuelle moyenne est de 12,6 °C, avec  une amplitude thermique annuelle de 16,1 °C. Le cumul annuel moyen de précipitations est de 931 mm, avec 11,8 jours de précipitations en janvier et 7 jours en juillet. Pour la période 1991-2020, la température moyenne annuelle observée sur la station météorologique la plus proche, située sur la commune d'Argentat-sur-Dordogne à 19 km à vol d'oiseau, est de 12,7 °C et le cumul annuel moyen de précipitations est de 1 145,5 mm,. Pour l'avenir, les paramètres climatiques de la commune estimés pour 2050 selon différents scénarios d’émission de gaz à effet de serre sont consultables sur un site dédié publié par Météo-France en novembre 2022.

## Urbanisme

### Typologie
Au 1er janvier 2024, Curemonte est catégorisée commune rurale à habitat très dispersé, selon la nouvelle grille communale de densité à 7 niveaux définie par l'Insee en 2022.
Elle est située hors unité urbaine et hors attraction des villes,.

### Occupation des sols
L'occupation des sols de la commune, telle qu'elle ressort de la base de données européenne d’occupation biophysique des sols Corine Land Cover (CLC), est marquée par l'importance des territoires agricoles (76,4 % en 2018), en augmentation par rapport à 1990 (74,8 %). La répartition détaillée en 2018 est la suivante : 
zones agricoles hétérogènes (43,6 %), prairies (32,8 %), forêts (23,6 %).
L'évolution de l’occupation des sols de la commune et de ses infrastructures peut être observée sur les différentes représentations cartographiques du territoire : la carte de Cassini (XVIIIe siècle), la carte d'état-major (1820-1866) et les cartes ou photos aériennes de l'IGN pour la période actuelle (1950 à aujourd'hui).

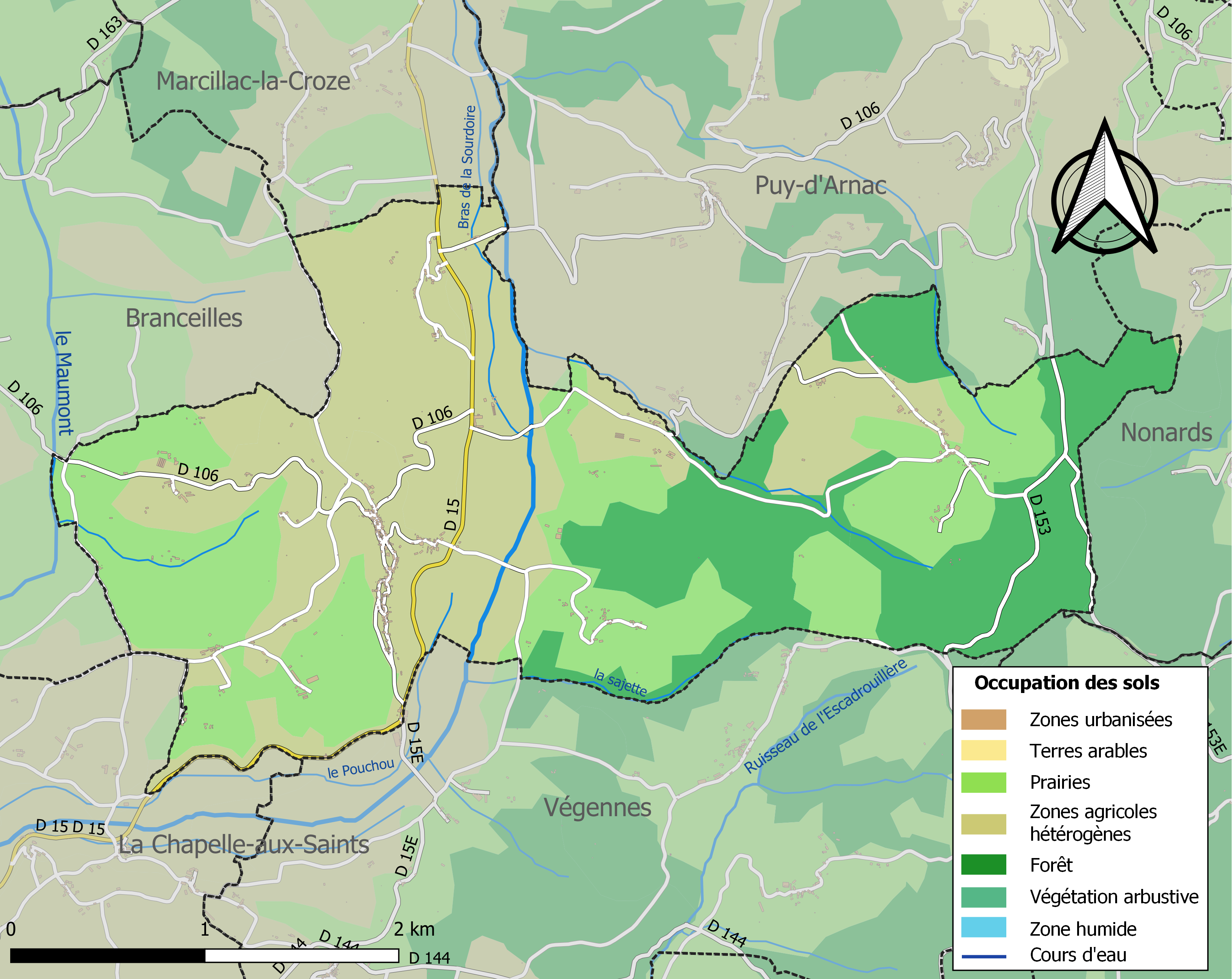
Carte des infrastructures et de l'occupation des sols de la commune en 2018 (CLC).

### Risques majeurs
Le territoire de la commune de Curemonte est vulnérable à différents aléas naturels : météorologiques (tempête, orage, neige, grand froid, canicule ou sécheresse), inondations, feux de forêts, mouvements de terrains et séisme (sismicité très faible). Il est également exposé à un risque technologique, la rupture d'un barrage, et à un risque particulier : le risque de radon. Un site publié par le BRGM permet d'évaluer simplement et rapidement les risques d'un bien localisé soit par son adresse soit par le numéro de sa parcelle.

#### Risques naturels
Certaines parties du territoire communal sont susceptibles d’être affectées par le risque d’inondation par débordement de cours d'eau, notamment la Sourdoire et le Maumont. La commune a été reconnue en état de catastrophe naturelle au titre des dommages causés par les inondations et coulées de boue survenues en 1982, 1992, 1999 et 2001,. 

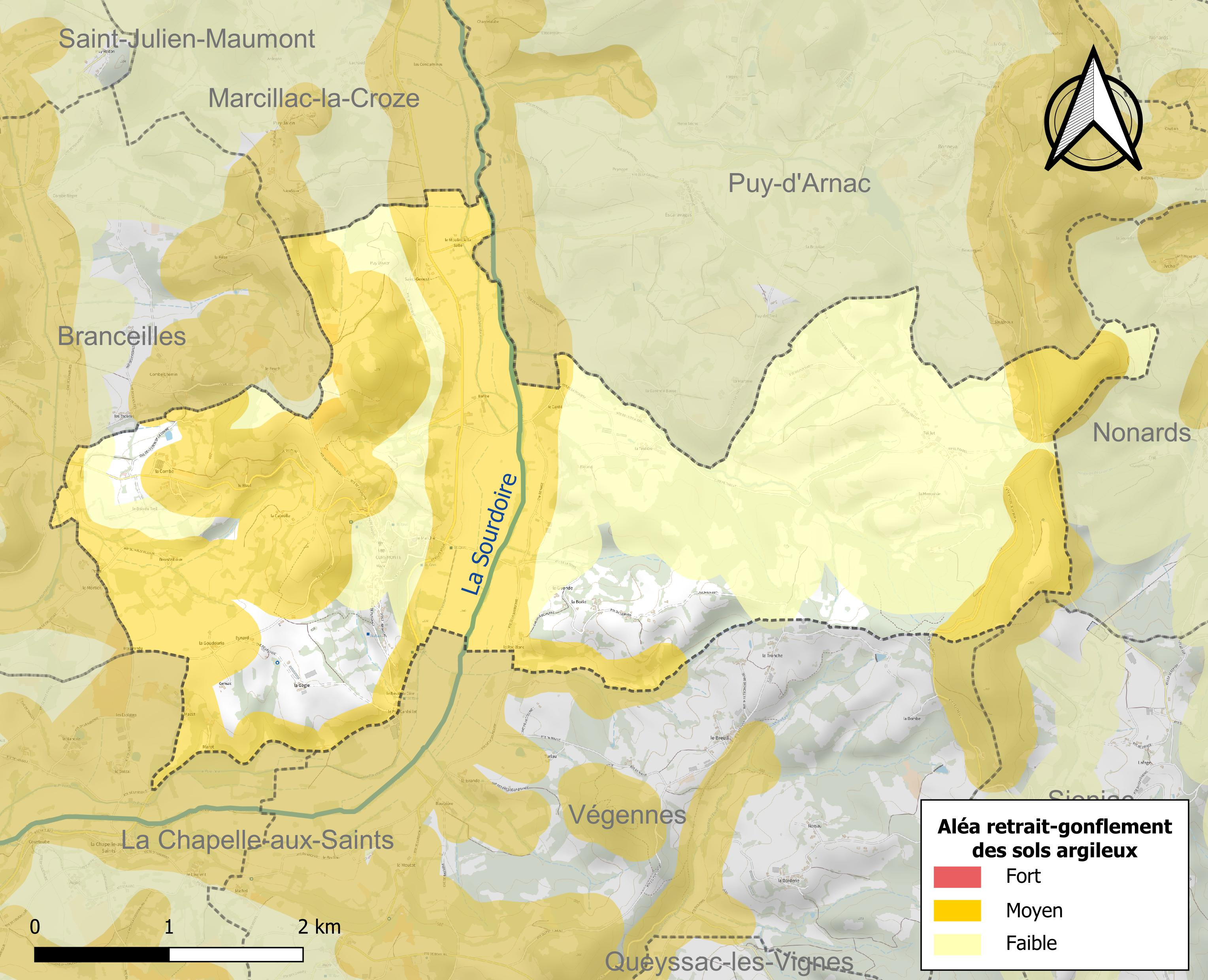
Carte des zones d'aléa retrait-gonflement des sols argileux de Curemonte.

La commune est vulnérable au risque de mouvements de terrains constitué principalement du retrait-gonflement des sols argileux. Cet aléa est susceptible d'engendrer des dommages importants aux bâtiments en cas d’alternance de périodes de sécheresse et de pluie. 48,1 % de la superficie communale est en aléa moyen ou fort (26,8 % au niveau départemental et 48,5 % au niveau national). Sur les 203 bâtiments dénombrés sur la commune en 2019,  61 sont en aléa moyen ou fort, soit 30 %, à comparer aux 36 % au niveau départemental et 54 % au niveau national. Une cartographie de l'exposition du territoire national au retrait gonflement des sols argileux est disponible sur le site du BRGM,.
Concernant les feux de forêt, aucun plan de prévention des risques incendie de forêt (PPRIF) n’a été établi en Corrèze, néanmoins le code de l’urbanisme impose la prise en compte des risques dans les documents d’urbanisme. Le périmètre des servitudes d'utilité publique et des zones d'obligation légale de débroussaillement pour les particuliers est quant à lui défini pour la commune dans une carte dédiée. 
Concernant les mouvements de terrains, la commune a été reconnue en état de catastrophe naturelle au titre des dommages causés par la sécheresse en 2020 et par des mouvements de terrain en 1999.

#### Risques technologiques
La commune est en outre située en aval du barrage de Bort-les-Orgues, un ouvrage de classe A disposant d'une retenue de 477 millions de mètres cubes. À ce titre elle est susceptible d’être touchée par l’onde de submersion consécutive à la rupture de cet ouvrage.

#### Risque particulier
Dans plusieurs parties du territoire national, le radon, accumulé dans certains logements ou autres locaux, peut constituer une source significative d’exposition de la population aux rayonnements ionisants. Certaines communes du département sont concernées par le risque radon à un niveau plus ou moins élevé. Selon la classification de 2018, la commune de Curemonte est classée en zone 2, à savoir zone à potentiel radon faible mais sur lesquelles des facteurs géologiques particuliers peuvent faciliter le transfert du radon vers les bâtiments. 

## Toponymie
Curamonta en occitan.

## Histoire
L’existence de Curemonte est attestée dès 860.
C'est au XIe siècle que le village prend son essor, passant dans la mouvance des vicomtes de Turenne.

## Politique et administration

### Liste des maires
| Période   | Période  | Identité               | Étiquette | Qualité   |
| --------- | -------- | ---------------------- | --------- | --------- |
| mars 2001 | 2014     | Jean-Claude Raynal     |           |           |
| mars 2014 | mai 2020 | Marie-Claude Pécouyoul |           | Retraitée |
| mai 2020  | En cours | Nelly Germane          | DVD       | Retraitée |

### Politique de développement durable
La commune a engagé une politique de développement durable en lançant une démarche d'Agenda 21 en 2003.

## Démographie
| 1793 | 1800 | 1806 | 1821 | 1831 | 1836  | 1841  | 1846  | 1851  |
| ---- | ---- | ---- | ---- | ---- | ----- | ----- | ----- | ----- |
| 729  | 774  | 744  | 798  | 565  | 1 157 | 1 130 | 1 204 | 1 157 |

| 1856  | 1861  | 1866  | 1872  | 1876  | 1881  | 1886 | 1891 | 1896 |
| ----- | ----- | ----- | ----- | ----- | ----- | ---- | ---- | ---- |
| 1 113 | 1 107 | 1 067 | 1 020 | 1 007 | 1 008 | 966  | 945  | 959  |

| 1901 | 1906 | 1911 | 1921 | 1926 | 1931 | 1936 | 1946 | 1954 |
| ---- | ---- | ---- | ---- | ---- | ---- | ---- | ---- | ---- |
| 841  | 768  | 712  | 591  | 543  | 528  | 458  | 425  | 362  |

| 1962 | 1968 | 1975 | 1982 | 1990 | 1999 | 2006 | 2007 | 2012 |
| ---- | ---- | ---- | ---- | ---- | ---- | ---- | ---- | ---- |
| 351  | 311  | 248  | 231  | 203  | 225  | 217  | 216  | 216  |

| 2017 | 2022 | - | - | - | - | - | - | - |
| ---- | ---- | - | - | - | - | - | - | - |
| 209  | 215  | - | - | - | - | - | - | - |

## Lieux et monuments

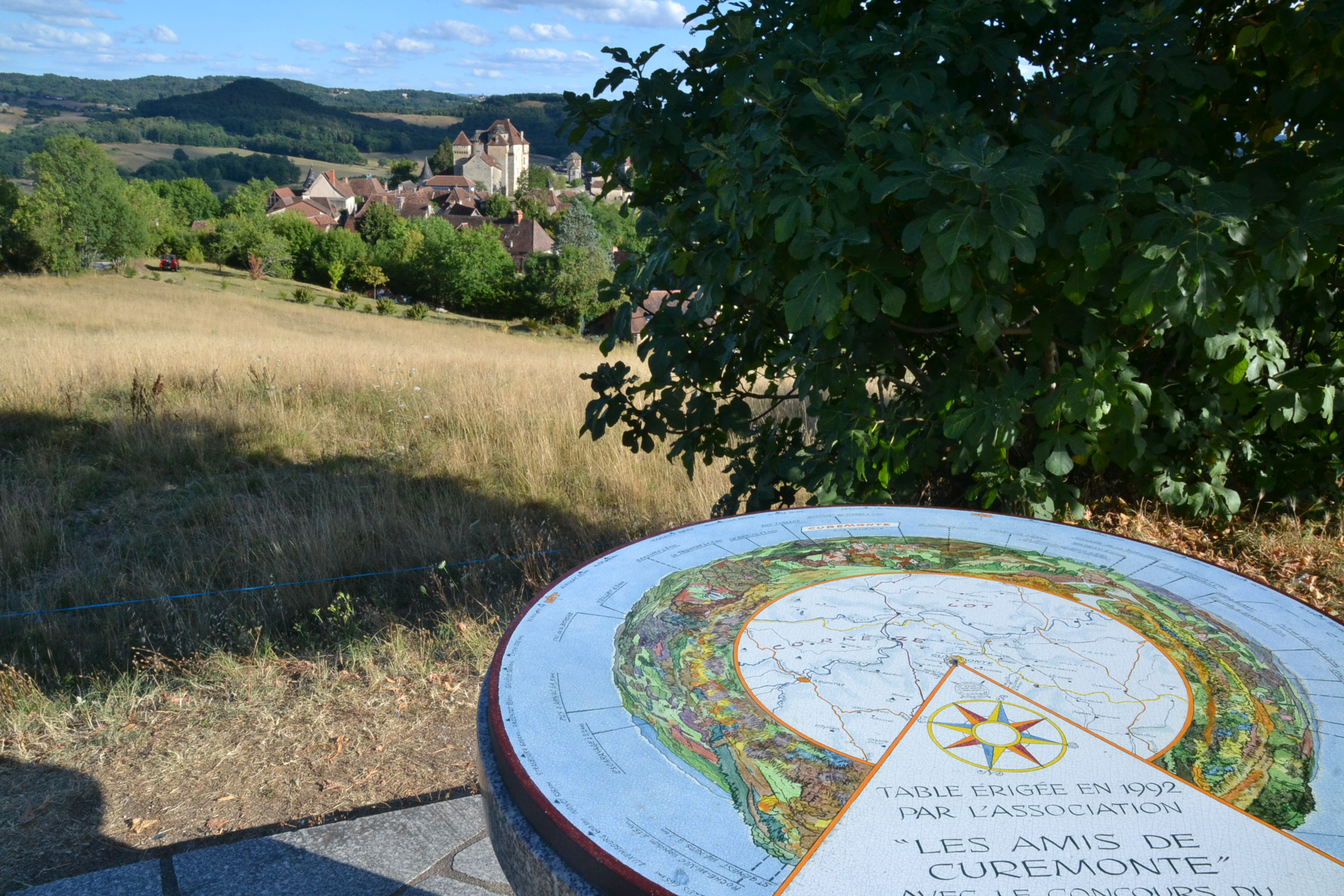
Vue générale sur le bourg depuis la table d'orientation.

- Il est classé parmi les plus beaux villages de France.
- Il possède trois châteaux :
  - le château des Plas ;
  - le château de Saint-Hilaire[31] ;
  - le château de la Johannie[32],[33].
- Il est doté de trois églises : 
  - l'église Saint-Barthélemy du Bourg[34],[35]. L'édifice a été inscrit au titre des monuments historiques en 1927.
  - l'église Saint-Hilaire de la Combe[36],[37] : église romane du XIe siècle, l'une des plus anciennes du département, qui fut probablement construite sur des fondations mérovingiennes. L'édifice a été classé au titre des monuments historiques en 1970.
  - l'église de Saint-Genest : ancienne paroisse, aujourd'hui musée d'art religieux. L'édifice a été inscrit au titre des monuments historiques en 1971[38].

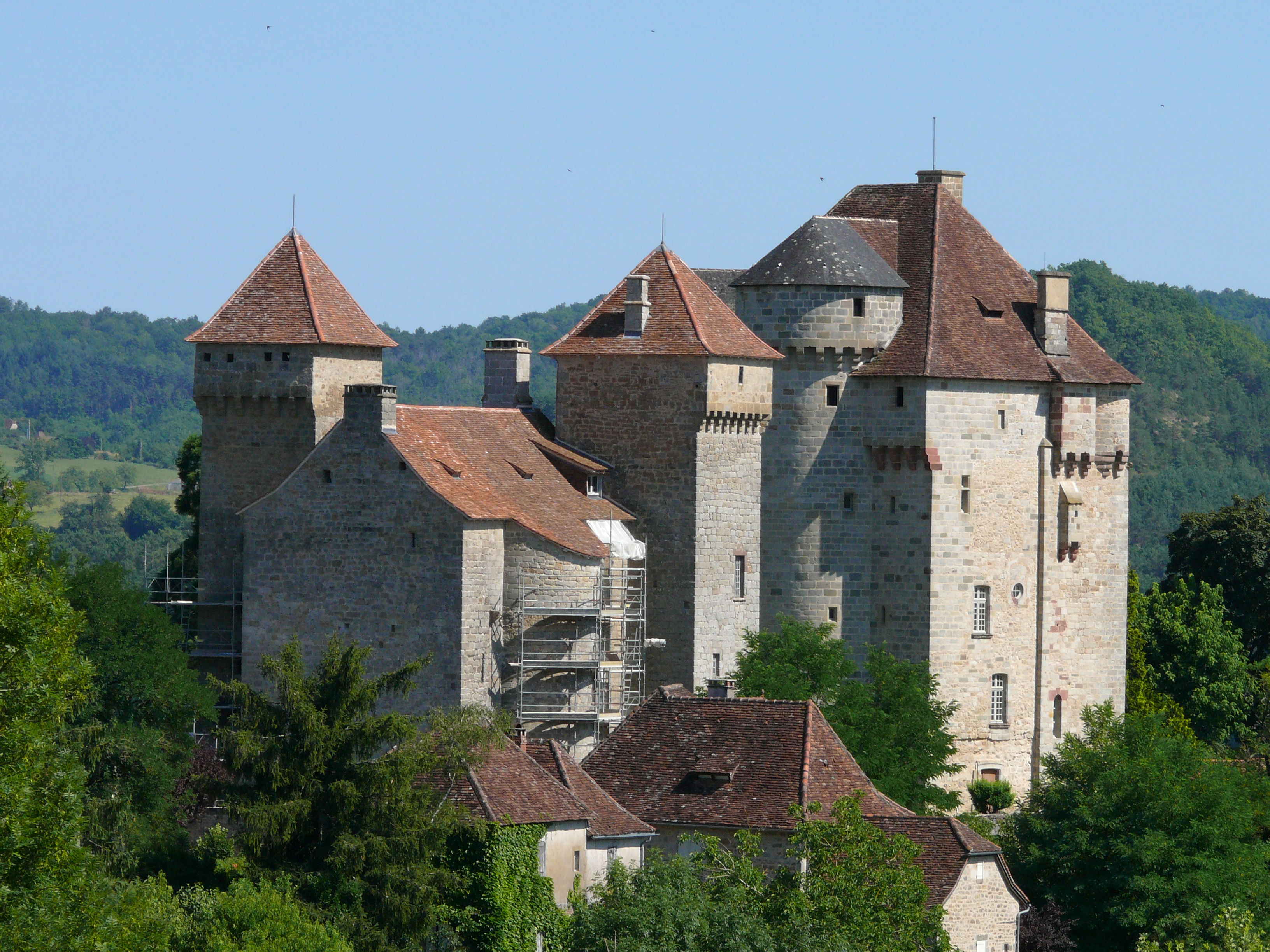
Châteaux de Plas et de Saint-Hilaire.
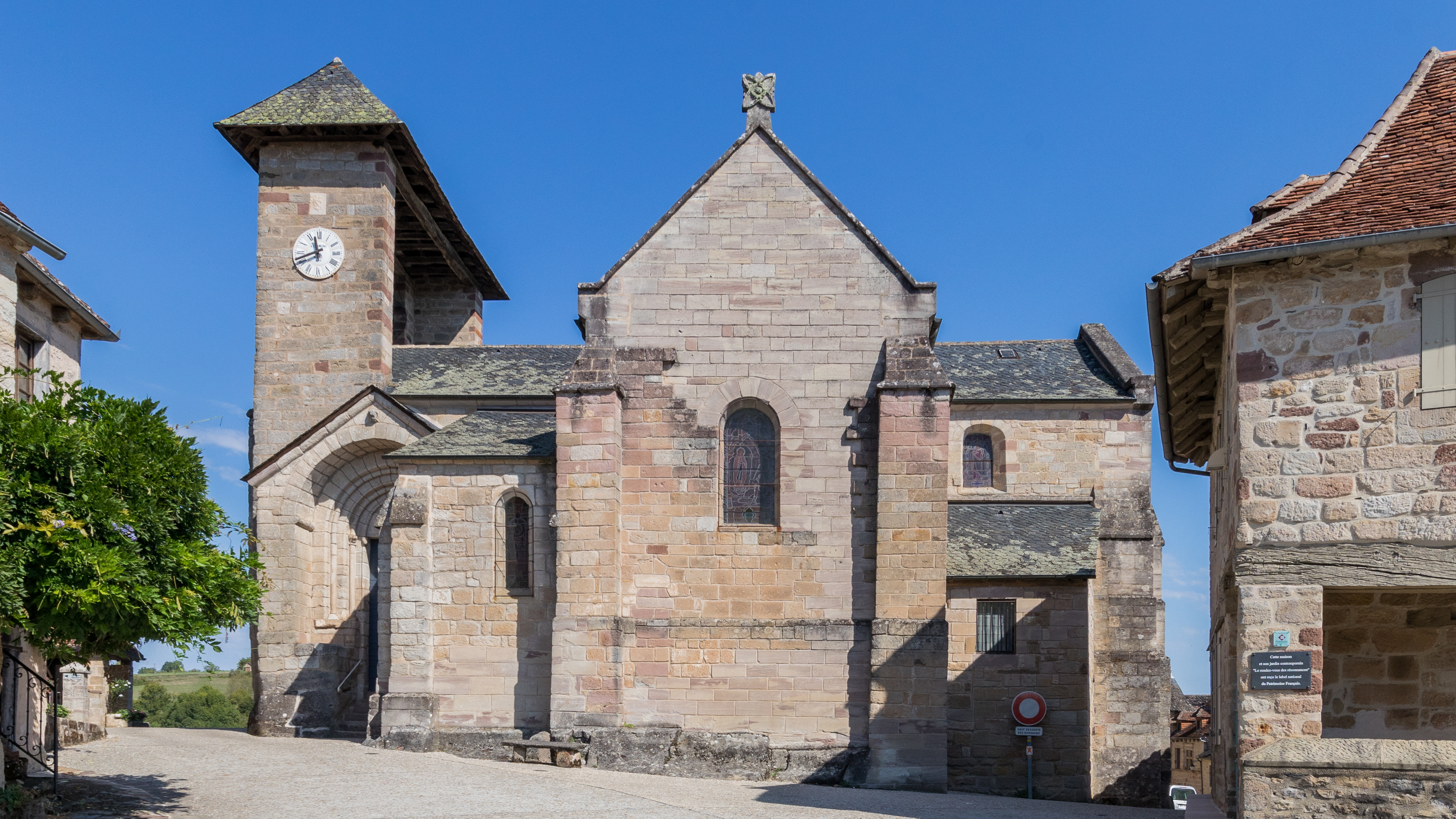
Église Saint-Barthélemy.
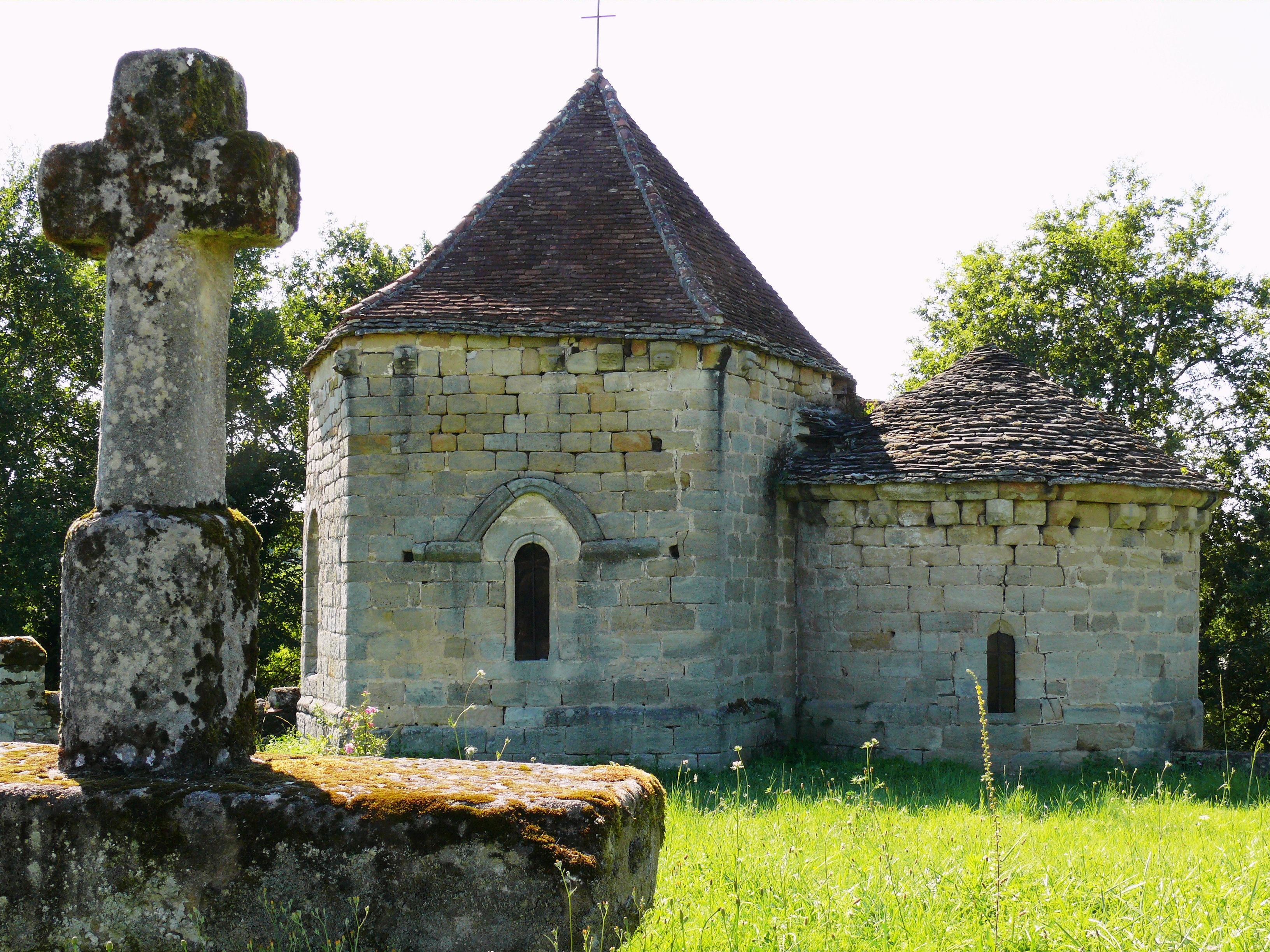
Église Saint-Hilaire de la Combe.

## Personnalités liées à la commune
- L'écrivain Colette y séjourne pendant l'année 1940 ; elle y écrit le début de son Journal à rebours[39].

## Héraldique
| Blason de Curemonte | Blason  | D'argent à trois jumelles de gueules en bande.            |
| Blason de Curemonte | Détails | Armes des Plas de Curemonte. Blason voté le 30 mars 1987. |

## Spécialités gastronomiques
Un apéritif à base de fleurs de pissenlit vendu sous le nom commercial Lou Pé dé Gril (occitan lo pé de grilh, le pied de grillon), nom d’un lieu-dit de la commune où l’on récolte les fleurs de pissenlit sauvage, au mois d’avril. Elles sont mises à fermenter et un vrai travail de chai est alors effectué. Il en résulte un apéritif au côté floral très développé allié à un côté doux.
La commune produit également des pâtisseries à base de noix, des confitures diverses, des sirops.

## Cinéma
Plusieurs films et séries ont été tournés dans la commune en particulier :
- 1996 : L'orange de Noël de Jean Louis Lorenzi diffusé la même année sur France 2, adaptation du roman éponyme de Michel Peyramaure, est tourné en grande partie à Curemonte et au château de Curemonte.
- 2005 : Le bal des célibataires de Jean Louis Lorenzi.